# Adolphe Aze

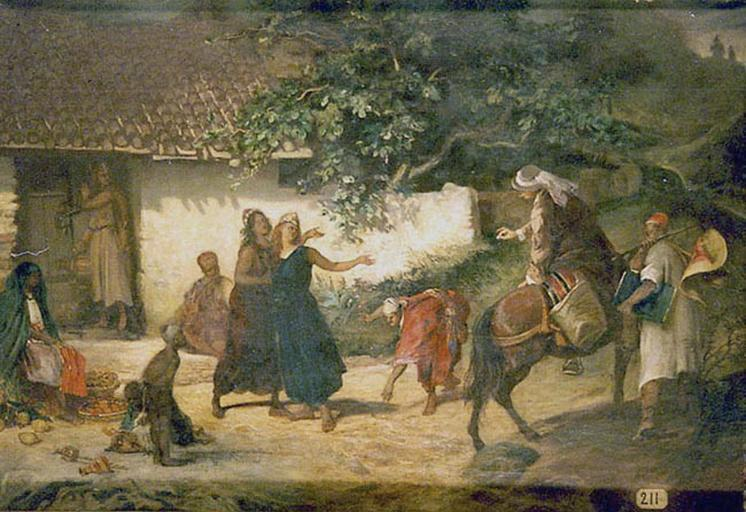
« Scène d'Egypte » par Adolphe Aze

Valère Adolphe Louis Aze, né le 4 mars 1823 à Paris et mort le 19 mars 1884 dans le 9e arrondissement de Paris,, est un peintre histoire et peintre orientaliste français. 

## Biographie
Il est l'élève du maître et peintre Robert-Fleury.
Il a réalisé des peintures et des croquis de scènes d'Égypte, de Constantinople et d'Algérie, à l'huile, à l'aquarelle et au crayon.
Il est inhumé au cimetière Montmartre, 22e division, dans une chapelle de la famille Léger - Carteron - Aze - Raymond, avec son épouse, Blanche-Marie Léger, les parents de son épouse, sa fille Gabrielle Aze, etc.

## Œuvres
- Diane surprise par Endymion ;
- Jean Goujon recevant l'Ordre du Saint-Esprit des mains du duc d'Anjou dans l'église Saint-Eustache ;
- Corne de Médicis assassinant son fils dans le vieux palais à Venise ;
- Jean Belin dessinant dans les rues de Venise
- L'Entrevue de Philippe II d'Espagne avec don Carlos.

## Liens externes

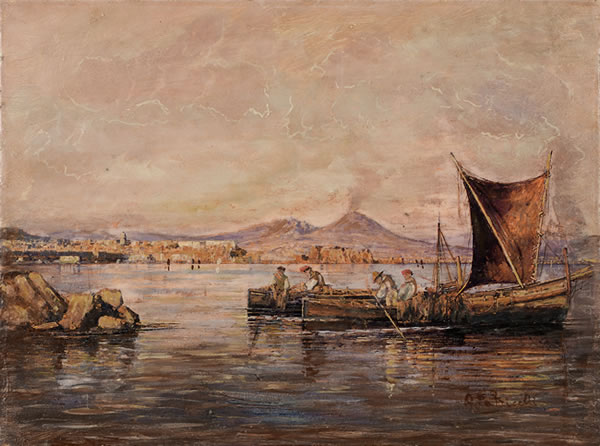
Le golfe de Naples et le Vésuve par Adolphe Aze